# West Meon
West Meon es una localidad situada en el condado metropolitano de Hampshire, Inglaterra. Tiene una población estimada, a mediados de 2019, de 779 habitantes.

## Demografía
Según el censo de 2001, en ese momento West Meon tenía 719 habitantes (49,1% varones, 50,9% mujeres) y una densidad de población de 48,35 hab/km². El 20,45% eran menores de 16 años, el 68,98% tenían entre 16 y 74 y el 10,57% eran mayores de 74. La media de edad era de 41,55 años. Del total de habitantes con 16 o más años, el 21,33% estaban solteros, el 61,71% casados y el 16,96% divorciados o viudos.
El 92,35% de los habitantes eran originarios del Reino Unido. El resto de países europeos englobaban al 1,53% de la población, mientras que el 6,12% había nacido en cualquier otro lugar. Según su grupo étnico, el 99,16% eran blancos y el 0,84% mestizos. El cristianismo era profesado por el 82,31%, el islam por el 0,42% y cualquier otra religión, salvo el budismo, el hinduismo, el judaísmo y el sijismo, por el 0,42%. El 10,58% no eran religiosos y el 6,27% no marcaron ninguna opción en el censo.
Había 298 hogares con residentes, de los cuales el 27,85% estaban habitados por una sola persona, el 1,34% por padres solteros, el 21,48% por parejas sin hijos, el 23,15% por parejas con hijos dependientes y el 6,71% con hijos independientes, el 12,75% por jubilados y el 6,71% por otro tipo de composición. Además, había tres alojamientos vacacionales o segundas residencias. 344 habitantes eran económicamente activos, 334 de ellos (97,09%) empleados y 10 (2,91%) desempleados.